# Loligo
Loligo là một chi mực trong họ Myopsina. Chi này được mô tả bởi Jean Baptiste Lamarck vào năm 1798. 

## Các loài
Chi này gồm các loài
- Loligo forbesii, veined squid
- Loligo reynaudii, Cape Hope squid or chokka
- Loligo vulgaris, European squid